# Зальмут, Ганс фон
Ганс Эберхард Курт фон За́льмут (нем. Hans Eberhard Kurt von Salmuth; 11 ноября 1888 — 1 января 1962) — германский военачальник времен Первой и Второй мировых войн.

## Личная жизнь, начало военной карьеры, Первая мировая война, межвоенный период
Родился в Меце, что в Эльзасе-Лотарингии, в семье прусского военного, в немецкую армию вступил в 1907 году. В Первую мировую войну ему доводилось бывать как на Восточном фронте, так и на Западном, дослужился до звания капитана генштаба.
После войны продолжил службу в рейхсвере. 1 мая 1934 года ему была присвоено звание полковника. В этом качестве он возглавлял штаб второго армейского корпуса с 1934 по 1937 годы. 1 августа 1937 года фон Зальмут был повышен в звании до генерал-майора. В его подчинение отводилась 1-я группа армий. В 1938 году он был назначен начальником штаба Второй армии. 1 августа 1939 года он стал генерал-лейтенантом.

## Вторая мировая война
К началу войны он был начштаба группы армий «Север», под командованием Фёдора фон Бока, участвовал в разработке «Белого плана». В дальнейшем, уже в октябре 1939 года, вместе с фон Боком был переведён в группы армий «B» для организации следующей большой кампании, «Жёлтого плана», вторжения в Бельгию и Францию, в мае 1940 года. После сокрушительного поражения союзников и капитуляции Франции, фон Зальмут был награждён Рыцарским крестом Железного креста 19 июля 1940 года.
В 1941 году фон Зальмут был назначен на Восточный фронт, 10 мая он принял 30-й армейский корпус в составе 11-й армии. С началом операции «Барбаросса» участвовал во вторжении. Его 30-й корпус принял участие в битве за Севастополь.
В 1942 году, в период с 20 апреля по 1 июня, командовал 17-й армией. Недолго, с 6 июня по 15 июля 1942 года подменял Готхарда Хейнрици на посту командующего 4-й армией. После чего возглавил в середине июля 2-ю армию.
В январе 1943 года фон Зальмуту было присвоено звание генерал-полковника. 3 февраля 1943 года он сдал командование 2-й армией Вальтеру Вайсу и вновь сменил Хейнрици. На этот раз он руководил действиями 4-й армии до июля 1943 года.
В августе 1943 года генерал фон Зальмут покинул Восточный фронт и был отправлен во Францию, где в его ведение передавалась 15-я армия, занимавшая плацдарм в районе Па-де-Кале во Франции. Район Па-де-Кале был тем местом Атлантический вала где союзники, по мнению Гитлера, готовились начать десантную операцию. Поэтому пятнадцатая армия была усилена 17 дивизиями, что делало её крупнейшей немецкой военной группировкой на Западном фронте. И союзники делали всё возможное, чтобы убедить Гитлера, что вторжение будет именно здесь, а не в районе занимаемом более слабой 7-й армией.
6 июня 1944 года, в день высадки союзников, фон Зальмут записал в своём дневнике:

"В 6 утра, спустя полтора часа после рассвета, снова позвонил начальнику штаба 7-й армии спросить не высадился ли враг. Ответ был: «Десантные боты и военные корабли, большие и малые, рассредоточились вдоль берега. Но высадки до сих пор не произошло». По окончании беседы я спокойно вернулся ко сну, сказав напоследок своему начальнику штаба: «Их вторжение уже потерпело неудачу!»

Ганс фон Зальмут был освобождён от командования уже в конце августа 1944 года после того, как союзники в рамках операции «Кобра» прорвали линию фронта в Нормандии, и почти одновременно с освобождением Парижа. Он был заменён на Густав-Адольфа фон Цангена. До конца войны фон Зальмут не командовал больше никаким подразделением.

## После войны
После войны, фон Зальмут до 1948 года находился в плену, проходил по делу военного командования Германии как один из 185 обвиняемых на последующих Нюрнбергских процессах. Был признан виновным в военных преступлениях против военнопленных, и в преступлениях против человечества, включая гражданское население на оккупированных территориях и приговорён к двадцати годам заключения.  Был выпущен на свободу раньше срока, отсидев всего пять лет — в 1953 году. Умер в Хайдельберге, Западная Германия, в 1962 году. Похоронен на кладбище Нордфридхоф в Висбадене.

## Продвижение по службе

### Воинские звания
- 1 мая 1934 г. — полковник (нем. Oberst)
- 1 августа 1937 г. — генерал-майор (нем. Generalmajor)
- 1 августа 1939 г. — генерал-лейтенант (нем. Generalleutnant)
- 1 августа 1940 г. — генерал от пехоты (нем. General der Infanterie)
- 1 января 1943 г. — генерал-полковник (нем. Generaloberst)

### Штабные должности
- 1934—1937 — начальник штаба II корпуса
- 1937—1939 — начальник штаба 1-й группы армий
- 1939 — начальник штаба группы армий «Север»
- 1939—1941 — начальник штаба группы армий «B»

### Подчинённые подразделения
- 10 мая 1941 — 27 декабря 1941 — 30-й корпус 11-й армии
- 20 апреля 1942 — 1 июня 1942 — 17-я армия
- 6 июня 1942 — 15 июля 1942 — 4-я армия
- 15 июля 1942 — 3 февраля 1943 — 2-я армия
- июнь 1943 — 31 июля 1943 — 4-я армия
- 1 августа 1943 — 25 августа 1944 — 15-я армия

## Награды
- Железный крест 2-го класса (1914)
- Железный крест 1-го класса (1914)
- Баварский орден «За военные заслуги» 4-го класса с мечами
- Ангальтский Крест Фридриха
- Австро-венгерский Крест Военных заслуг 3-го класса с лаврами (военным отличием)
- Медаль «За выслугу лет в вермахте» 4-го, 3-го, 2-го и 1-го класса
- Пряжка к Железному кресту 2-го класса
- Пряжка к Железному кресту 1-го класса
- Рыцарский крест Железного креста (19 июля 1940)
- Румынский орден Михая Храброго 3-го класса (19 сентября 1941)[2]

## В кинематографе
В кинокартине 1962 года «Самый длинный день» роль Зальмута сыграл немецкий актёр — Эрнст Шрёдер.